# 真似形
真似形（マネカタ）とは、人間を模して作られた存在で、真似（まね）と形代（かたしろ）が組み合わさって出来ていると推測される。
形代とは、主に人の形を模して紙などで作った塊の入れ物の事だとされる。ぬいぐるみも同じ物だとされる。

## 用途
用途としては、人を呪って死に至らしめる為に作成される事が多い。
藁人形のなかに、対象の髪の毛などを入れ、丑の刻に五寸釘を打ち込むなどは、その一例である。
他にも、病気、罪、汚れを祓う儀式に用いられ、川に流されたり、焼かれて土に返されたりした。
七夕やお盆はその名残りでもある。

## 雛人形や武者人形
マネカタは、雛人形や武者人形ともされている。
「人形には魂が宿る」という言葉があるように、雛人形や武者人形は、子供が成長するまでの厄災から免れる為の身代わりでもあった。
現在では節句の日に、単に人形を飾る風習だけが残っている。

## その他

### 真・女神転生内でのマネカタ
マネカタは、「真・女神転生III-NOCTURNE」に登場している。
真・女神転生III-NOCTURNEでは、悪魔の奴隷として土から作られた擬人、または創世を夢見る泥人形として描かれている。
主に情報提供者として、各地で姿を目にする。
マントラ軍から解放されたのちは、予言者フトミミの指揮のもと、アサクサ復興に励む（サカハギを除く）。
ミフナシロ内部や、ごく稀にイケブクロでも敵として出現するが、仲魔にすることはできない。
敵として出現した時のレベルは13であり、破魔・呪殺は無効である。

### 悪魔絵師
「真・女神転生シリーズ」に登場する数多の悪魔を描き続ける金子一馬氏は、「設定的には、ボルテクス界に神様がいるためにはヒト的なものが絶対必要であるので、新しい世界が作られるときに次の人類としてつくたれたドロ人形、というものですね。」とマネカタのデザインについて語っていた。